# Liste der Mitglieder der Fruchtbringenden Gesellschaft
Die Fruchtbringende Gesellschaft (lat. societas fructifera) war mit 890 Mitgliedern die größte literarische Gruppe des Barock. Sie wurde am 24. August 1617 gegründet. Das langlebigste Mitglied, Hieronymus Ambrosius Langenmantel, starb 1718. Folgende Personen waren ihre Mitglieder:
| Inhaltsverzeichnis A B C D E F G H I J K L M N O P Q R Sa Sch Se-Si Sl-Sz T U V W X Y Z |

## A
- Matthias Abele von und zu Lilienberg – der Entscheidende
- Christian Lorentz von Adlershelm – der Immergrüne
- Hans Albrecht Achill von Stierling – der Gewehnte
- Tobias Adami – der Gehärte
- Christoph Albrecht von Adelsheim – der Vielwerte
- Johann Georg Aeschel – der Ehrbare
- Konrad Gumprecht von Aldenbrück – der Dienende
- Anton von Aldenburg – der Geschätzte
- Gebhard von Alvensleben – der Ausjagende
- Kuno von Alvensleben – der Reifende
- Johann Valentin Andreae – der Mürbe
- Christian I. von Anhalt-Bernburg – der Sehnliche
- Christian II. von Anhalt-Bernburg – der Unveränderliche
- Ernst von Anhalt-Bernburg – der Wohlbewahrte
- Karl Ursinus von Anhalt-Bernburg – der Kommende
- Viktor Amadeus von Anhalt-Bernburg – der Gerühmte
- Georg Aribert von Anhalt-Dessau – der Anmutige
- Johann Georg I. von Anhalt-Dessau – der Wohlriechende
- Johann Georg II. von Anhalt-Dessau – der Gefüllte
- Johann Kasimir von Anhalt-Dessau – der Durchdringende
- Friedrich von Anhalt-Harzgerode – der Stetsgrünende
- Emanuel von Anhalt-Köthen – der Strebende
- Leberecht von Anhalt-Köthen – der Angenehme
- Ludwig I. von Anhalt-Köthen – der Nährende
- Ludwig der Jüngere von Anhalt-Köthen – der Saftige
- Wilhelm Ludwig von Anhalt-Köthen – der Erlangende
- August von Anhalt-Plötzkau – der Sieghafte
- Ernst Gottlieb von Anhalt-Plötzkau – der Starke
- Anton Günther von Anhalt-Zerbst – der Fürtreffliche
- Johann von Anhalt-Zerbst – der Wohlgestalte
- Johann Adolf von Anhalt-Zerbst – der Starkriechende
- Johann Ludwig I. von Anhalt-Zerbst – der Besprengte
- Karl Wilhelm von Anhalt-Zerbst – der Schattichte
- Rudolf von Anhalt-Zerbst – der Süße
- Robert Anstruther – der Fleißige
- Bernhard von Arnim – der Zusiegelnde
- Hans Georg von Arnim – der Gepriesene
- Johann Christoph Arnschwanger – der Unschuldige
- Achatz von der Asseburg – der Durstige
- Johann von der Asseburg – der Stammhafte
- Ludwig von der Asseburg – der Durchleuchtende

## B
- Georg von Backstroh – der Niedergetretene
- Friedrich V. von Baden-Durlach – der Verwandte
- Johan Banér – der Haltende
- Levin von Barby – der Aufgehaltene
- Albrecht Friedrich von Barby und Mühlingen – der Dienliche
- Jost Günter von Barby und Mühlingen – der Güldene
- Friedrich von Baur – der Strenge
- Johann Christoph von Baur – der Wärmende
- Sebastian Beer – der Vielgeübte
- Johann Georg von Bendeleben – der Gewappnete
- Friedrich Ludolf von Bentheim-Alpen – der Ergetzende
- Ernst Wilhelm von Bentheim-Bentheim – der Vielmögende
- Wilhelm Heinrich von Bentheim-Steinfurt – der Kräftige
- Johann Adolf von Bentheim-Tecklenburg – der Hauptsächliche
- Moritz von Bentheim-Tecklenburg – der Vielgeliebte
- Barthold von Berckentin – der Fremde
- Ernst von Berchen – der Bedeutende
- Georg von Bergen – der Gutherzige
- Jost Rudolf von Berkefeld – der Geehrte
- Burkhardt von Berlepsch – der Kurzweilige
- Hartmann von Berlepsch – der Gebrauchte
- Otto Wilhelm von Berlepsch – der Nangehende
- Johann Beyer von Wallichen – der Begegnende
- Cambises Bianchi del Piano – der Seltene
- Matthias von Biedersehe – der Niederlegende
- Steno Bielke – der Hochwehrte
- Hans Hermann von Biesenrodt – der Verbietende
- Sigmund von Birken – der Erwachsene
- Georg Wilhelm von Birkenfeld – der Andere
- Gottfried von Bissing – der Schmiegende
- Jürgen von Biswang – der Häusliche
- Hans Adam von Blettlau – der Tröstende
- Hans von Blome – der Auslassende
- Andreas Samuel Bocht – der Hervorbrechende
- Bodo von Bodenhausen – der Hübsche
- Kraft von Bodenhausen – der Hochtreibende
- Kuno Ordomar von Bodenhausen – der Bequeme
- Kurt von Bodenhausen – der Erläuternde
- Christian Heinrich von Börstel – der Erlängernde
- Ernst von Börstel – der Truckene
- Ernst Gottlieb von Börstel – der Anreizende
- Hans Ernst von Börstel – der Bittere
- Heinrich von Börstel – der Eilende
- Kurt von Börstel – der Bestreitende
- Kurt Christoph von Börstel – der Wiederfindende
- Ludwig von Börstel – der Wirkende
- Joachim von Böselager – der Aufhaltende
- Friedrich von Boineburg – der Anziehende
- Friedrich von Boineburg – der Putzende
- Johann von der Borch – der Gedeihende
- Georg Friedrich von dem Borne – der Vorbereitende
- Karl von Bose – der Bewahrende
- Hans Bernd von Botzheim – der Kühlende
- Christoph Carl von Boxberg – der Begierige
- Hans Jost von Boyneburgk – der Verstopfende
- Benno Friedrich Brand von Lindau – der Steife
- Hans Friedrich Brand von Lindau – der Bekleibende
- Joachim Friedrich Brand von Lindau – der Mittelnde
- Friedrich Wilhelm von Brandenburg – der Untadeliche
- Georg Wilhelm von Brandenburg – der Aufrichtende
- Johann von Brandenburg – der Abwendende
- Siegmund von Brandenburg – der Treffliche
- Christian von Brandenburg-Bayreuth – der Vollblühende
- Georg Friedrich von Brandenstein – der Vertreibende
- Wolf Dietrich von Brandenstein – der Ausbrechende
- Hans Friedrich von Brassikan – der Treffende
- Georg von Braunschweig-Calenberg – der Fangende
- Christian Ludwig von Braunschweig-Lüneburg-Celle – der Reinherzige
- Anton Ulrich von Braunschweig und Lüneburg-Wolfenbüttel – der Siegprangende
- August d. J. von Braunschweig-Wolfenbüttel – der Befreiende
- Ferdinand Albrecht von Braunschweig-Wolfenbüttel-Bevern – der Wunderliche
- Friedrich Ulrich von Braunschweig-Wolfenbüttel – der Dauerhafte
- Rudolf August von Braunschweig-Wolfenbüttel – der Nachsinnende
- Melchior von Breitenbauch – der Bekräftigende
- Wolf Christoph von Breitenbauch – der Verursachende
- Georg III. von Brieg – der Unfehlbare
- Karl von Brietzke – der Setzende
- Eustachius von Brincken – der Besondere
- Johann von Brincken – der Gerührte
- Johann Dietrich von Brincken – der Tötende
- Wilhelm von Brincken – der Beregnete
- Heinrich von Brockdorff – der Deckende
- Pierre de Brossard – der Lösende
- Otto Wedige von Buch – der Wohlstehende
- August Buchner – der Genossene
- Paul von Buchwald – der Ähnliche
- Augustin von Bülow – der Niederdrückende
- Julius von Bülow – der Zerteilende
- Günther von Bünau – der Frohe
- Günther Georg von Bünau – der Unergründete
- Rudolf von Bünau (der Versorgende) – der Versorgende
- Rudolf von Bünau (der Gesellige) – der Gesellige
- Christoph Ulrich von Burgsdorff – der Wiedererstattende
- Georg Ehrenreich von Burgsdorff – der Vielährichte
- Konrad von Burgsdorff – der Einfältige
- Hans Julius von Burkersroda – der Gewaltige
- Nikolaus von Buschhausen – der Heilsamste

## C
- Kurt Reinicke von Callenberg – der Durchwachsene
- Ludwig Heidenreich von Callenberg – der Gelinde
- Otto Heinrich von Callenberg – der Erweichende
- Anton von Charrcard – der Unbekannte
- Sigmund Adam von Closen – der Wohlbehagende
- Kaspar Colonna – der Zertreibende
- Johann Friedrich von Concin – der Belustigende
- Johann Cothmann – der Beharrliche
- Franz von Cramm – der Bedeckte
- Hans Jakob von Cratz – der Unversäumte
- Hartmut XVIII. von Cronberg – der Kleine
- Johann Daniel von Cronberg – der Wegtreibende
- Johann Georg Czigan – der Verderbende

## D
- Moritz Adolf von Dehn-Rotfelser – der Geschickte
- Christoph Deichmann – der Lautere
- Jean Delaporte – der Artende
- Hans Christoph von Denstedt – der Angreifende
- Ulrich von Dewitz – der Liebäugelnde
- Hans Eitel Diede zum Fürstenstein – der Lebende
- Philipp Melchior Dieden zum Fürstenstein – der Gekräuselte
- Arnold von Diepenbroick – der Gefundene
- Hermann von Diepenbroick – der Kernhafte
- Konrad Rötger von Diepenbroick – der Süßliche
- Hans von Dieskau – der Tilgende
- Hieronymus von Dieskau (1591–1641) – der Verneuerende
- Karl von Dieskau – der Wendende
- Karl von Dieskau – der Schneeweiße
- Rudolph von Dieskau – der Niedrige
- Georg Dietrich von Rondeck – der Ruhmwürdige
- Rudolf von Dietrichstein – der Ätzende
- Anton von Ditfurth – der Ungefehrte
- Ernst Ludwig von Ditfurth – der Auflösende
- Franz von Ditfurth – der Rotbraune
- Christoph von Dohna – der Heilende
- Levin von Donop – der Steurende
- Robert Douglas – der Lebhafte
- Rudolf von Drachenfels – der Stoßende
- Wilhelm Ernst von Drachenfels – der Ungewisse
- Hans Friedrich von Drachsdorf – der Beständige
- Everwin von Droste zu Möllenbeck – der Labende
- Lorenz Dubois – der Unverfälschte

## E
- Hans Christoph von Ebeleben – der Redliche
- Ernst Albrecht von Eberstein – der Wohlverdiente
- Hans Georg von Eberstein – der Abtuende
- Christoph Vitzthum von Eckstädt – der Abhelfende
- Christian Friedrich von Einsiedel – der Berötete
- Georg Haubold von Einsiedel – der Übertreffende
- Heinrich Friedrich von Einsiedel – der Gleiche
- Kurt von Einsiedel – der Ersprießliche
- Georg Heinrich von Ende – der Entleibende
- Hans Adam von Ende – der Geschäftige
- Justus Heinrich von Ende – der Gnügsame
- Wolf Rudolf von Ende – der Überhäufte
- Michael Engelhardt – der Sänftigende
- Ernst Dietrich von Erdmannsdorff – der Zärtliche
- Hans Hartmann von Erffa – der Verhelfende
- Burkhard von Erlach – der Gesunde
- Alexander Erskein – der Fürsichtige
- Heinrich Wilhelm von Eschwege – der Fröhliche
- Burchard von Esebeck – der Wegnehmende
- Anton Heidenreich von Exterde – der Günstige
- Franz Wilhelm Extraude – der Verschmähte

## F
- Gustav Adolf von Fahrensbach – der Liebkosende
- Johannes Fischer – der Reiche
- William Forbes – der Sonderliche
- Michael Frankenberger – der Erscheinende
- Georg von Frantzke – der Gleichende
- Ernst von Freyberg – der Hochgefärbte
- Hans Ernst von Freyberg – der Ausführende
- Wilhelm Heinrich von Freyberg – der Gleichgefärbte
- Adam Samuel Freystein – der Klärende
- Dietrich Wilhelm von Friesen – der Erregende
- Heinrich von Friesen der Jüngere – der Belohnende
- Karl von Friesen – der Begehrte
- Karl von Friesen – der Erwählte
- Georg Frost – der Harte
- Franz Ico von Frydag – der Läuternde
- Christian Funcke – der Funkende

## G
- Georg Sigismund Gall von Gallenstein – der Hochwürdige
- Kaspar von Gängl – der Entladende
- Friedrich Wilhelm von Gans – der Verhaltende
- Johann Peter Geisel – der Ernsthafte
- Eitel Wilhelm von Geismar – der Wohlgebrauchte
- Hans Dietrich von Geismar – der Preisende
- Jost Wilhelm von Geismar – der Eröffnende
- Ludwig Philipp von Geismar – der Artliche
- Wolf Bernhard von Geispitzheim – der Umbringende
- Hans Jakob Geringer – der Eintreibende
- Hans Hieronymus von Gersdorff – der Stopfende
- Heinrich Eberhard von Gersdorff – der Breite
- Nicolaus von Gersdorff – der Vorbauende
- Peter von Gersdorff – der Erjagende
- Hans Philipp von Geuder – der Ergänzende
- Ludwig Geyso – der Zernichtende
- Joachim von Glasenapp – der Erwachsende
- Hans Jakob von Gleissenthall – der Ausfütternde
- Samuel von Göchhausen – der Behägliche
- Georg von der Goltz – der Verdauende
- Thomas von Görne – der Wachsende
- Siegmund von Götzen – der Würdigste
- Johann Graaß – der Erfüllte
- Eberhard Grave von Graventhal – der Taurende
- Heinrich Christoph von Griesheim – der Eingebende
- Wolff Melchior von Griesheim – der Bereite
- Karl Melchior Grodnitz von Grodnau – der Behütende
- Ernst von der Groeben – der Unvermeinte
- Levin Ludwig von der Groeben – der Blendende
- Ludwig von der Groeben – der Reizende
- Otto von Grote – der Hindernde
- Johann Enno von Grotthuß – der Verrichtende
- Andreas Gryphius – der Unsterbliche
- Christian Gueintz – der Ordnende
- Ernst Christoph von Günderode – der Besteckende
- Friedrich Kasimir von Günderode – der Leichte

## H
- Hans Siegmund von Hagen – der Fromme
- Michael Hermann von Hagen – der Gewährende
- Siegmund von Hagen – der Bewährte
- Bernd von Hagen gen. Geist – der Sauersüße
- Friedrich Ulrich von Hagen gen. Geist – der Lieblichste
- Levin Ludwig von Hahn – der Zusammenziehende
- Werner von Hahn – der Forttreibende
- Heinrich von Hake – der Jüngere
- Joachim Friedrich von Halberstadt – der Brauchbare
- Hans Albrecht von Halck – der Wohlschmeckende
- Hans Adolf von Hammerstein – der Erhaltende
- Friedrich Casimir von Hanau – der Erhöhende
- Philipp Moritz von Hanau-Münzenberg – der Faselnde
- Augustus von Hanow – der Glänzende
- Ernst Friedrich von Hanstein – der Ertrucknende
- Volkmar Happe – der Abtrocknende
- Friedrich Asche von Hardenberg – der Grünrote
- Hans Christoph von Hardenberg – der Erwärmende
- Hans Kurt von Hardenberg – der Kalte
- Eustachius II. von Harras – der Einsame
- Georg Philipp Harsdörffer – der Spielende
- Hermann Adolf von Harstall – der Geneigte
- Georg Ernst von Hartitzsch – der Vielgenützte
- Christoph von Hartlow – der Nankletternde
- Heinrich Lutter von Haxthausen – der Bebende
- Johann von Haxthausen – der Mildere
- Tönnies Wulf von Haxthausen – der Prächtige
- Georg Achatz Heher – der Mitteilende
- David Elias Heidenreich – der Willige
- Georg Friedrich von Helldorf – der Geltende
- Franz von Hennin – der Saure
- Jobst Gerhard von Hertefeld – der Würgende
- Moritz von Hertingshausen – der Abkühlende
- Georg de Hertoghe – der Anständige
- Wilhelm Christoph von Hessen-Homburg – der Geschmückte
- Johannes von Hessen-Braubach – der Stattliche
- Ludwig VI. von Hessen-Darmstadt – der Unerschrockene
- Ludwig VII. von Hessen-Darmstadt – der Huldreiche
- Friedrich von Hessen-Eschwege – der Fliegende
- Friedrich II. von Hessen-Homburg – der Kleberichte
- Georg Christian von Hessen-Homburg – der Beherzte
- Moritz von Hessen-Kassel – der Wohlgenannte
- Wilhelm V. von Hessen-Kassel – der Kitzlichte
- Wilhelm VI. von Hessen-Kassel – der Auserkorne
- Hermann IV. von Hessen-Rotenburg – der Fütternde
- Sigismund Heusner von Wandersleben – der Räumende
- Wolf Heinrich von der Heyden – der Fortstellende
- Georg Peter von der Heydte – der Stachlichte
- Karl Gustav von Hille – der Unverdrossene
- Bodo von Hodenberg – der Enthärtende
- Berndin Hofer von Lobenstein – der Frühblühende
- Wolf Lorenz von Hofkirchen – der Fechtende
- Kaspar von Hohberg – der Abnehmende
- Wolf Helmhardt von Hohberg – der Sinnreiche
- Johannes von Hohenfeld – der Grünende
- Heinrich Friedrich von Hohenlohe-Langenburg – der Ablenkende
- Johann Friedrich von Hohenlohe-Neuenstein – der Streitbare
- Georg Friedrich von Hohenlohe-Neuenstein-Weikersheim – der Getreue
- Christian von Hohenlohe-Waldenburg-Bartenstein – der Niedliche
- Adolf Hans von Holstein – der Geliebte
- Otto V. von Holstein-Schaumburg – der Werte
- Ernst Christoph Homburg – der Keusche
- Friedrich Hortleder – der Einrichtende
- Julius von Hoym – der Verbessernde
- Ludwig Gebhard von Hoym – der Nachdenkliche
- Christian Hübner – der Benehmende
- Tobias Hübner – der Nutzbare
- Hans Jost von Hundelshausen – der Trotzende

## I
- Andreas von Ihlenfeld – der Braunlichte
- Fritz von Ihlenfeld – der Verkriechende
- Enno Wilhelm von Innhausen und Knyphausen – der Verfolgende
- Philipp Wilhelm von Innhausen und Knyphausen – der Verliebte

## J
- Hans Ernst von Jagemann – der Bunte
- Ludwig von Janus – der Wohlreinigende
- Friedrich von Jena – der Starkwürkende
- Matyáš Jizbický z Jizbice – der Holdselige
- Cyprian Jonas von Lilgenau – der Reichende
- Johann Quintin Jörger von Tollet – der Erwerbende

## K
- Gerhard Romilian von Kalcheim – der Ausheilende
- Wilhelm von Kalcheim, gen. Lohausen – der Feste
- Hans Rudolf von Kalitsch – der Unbekümmerte
- Ludwig von Kannacher – der Behülfliche
- Christian Ernst von Kanne – der Klügliche
- Detloff von Kappell – der Eingezogene
- Hermann von Kardorf – der Schönweiße
- Hans von Katte – der Vergessene
- Hans Christoph von Katte – der Austaurende
- Seifried von Kayn – der Aufgelegte
- Martin von Kempe – der Erkorne
- Hans Andreas Kessler von Kessel – der Befördernde
- Friedrich Christoph von Keudell – der Säubernde
- Hans Wilhelm von Keudell – der Schwärmende
- Heinrich von Keudell – der Färbende
- Wilhelm von Keudell (Hofmeister) – der Umwickelnde
- James King – der Verbleibende
- Ulrich von Kinsky und Tettau – der Fechtende
- Anton von Kirchberg – der Immernüchterne
- Georg von Kirchberg – der Erweiternde
- Georg Ludwig von Kirchberg – der Weisende
- Paul Klein von Gleen – der Vermögende
- Ewald von Kleist – der Ergetzliche
- Daniel Klesch – der Kräftigste
- Achaz von dem Knesebeck – der Wiederaufkommende
- Franz Julius von dem Knesebeck – der Geheime
- Hempo von dem Knesebeck – der Gute
- Levin von dem Knesebeck – der Antreibende
- Thomas von dem Knesebeck – der Emsige
- Thomas von dem Knesebeck – der Gesegnete
- Jobst Hilmar von Knigge – der Berühmete
- Johann Wilhelm von Knippenburg – der Ausholende
- Christian Ernst von Knoch – der Weichende
- Hans Friedrich von Knoch – der Beste
- Hans Ludwig von Knoch – der Platte
- Kaspar Ernst von Knoch – der Ausbreitende
- Otto Heinrich von Knorr – der Weidende
- Michael König – der Rechtmäßige
- Hans Christoph von Königsmarck – der Streitende
- Otto Wilhelm von Königsmarck – der Hochgeneigte
- Bernhard von Könneritz – der Schleunige
- Johann Köppen – der Dritte
- Kaspar Kuno von Körbitz – der Erlösende
- Georg von Kötschau – der Prangende
- Johann Kasimir Kolbe von Wartenberg – der Bessere
- Johann von Koppy – der Austilgende
- Detlef Korff – der Bleibende
- Hans Georg von Koseritz – der Entbindende
- Hans Jakob von Koseritz – der Bindende
- Friedrich von Kospoth – der Helfende
- Friedrich von Kospoth – der Entspringende
- Wilhelm von Kospoth – der Zuheilende
- Daniel Kottulinsky von Kottulin – der Nüchterne
- Dietrich von Kracht – der Beißende
- Friedrich Wilhelm von Kracht – der Genießliche
- Heinrich von Krackenhof – der Befriedigende
- Heinrich von Krage – der Gemästete
- Kasimir Dietrich von Krage – der Wohlbestehende
- Rudolf Wilhelm Krause – der Bescheidene
- Joachim Ernst von Krockow – der Wichtige
- Christoph von Kropff – der Zuschließende
- Adolph Wilhelm von Krosigk – der Zerstöbernde
- Bernhard von Krosigk – der Reinliche
- Christoph von Krosigk – der Wohlbekommene
- Gebhard Friedrich von Krosigk – der Wohlbedeckte
- Heinrich Philibert von Krosigk – der Mäßigende
- Ludolf Lorenz von Krosigk – der Erlabende
- Matthias von Krosigk – der Verbesserte
- Vollrad von Krosigk – der Nötige
- Vollrad Ludolf von Krosigk – der Liebe
- Georg Adam von Kuefstein – der Kunstliebende
- Johann Dietrich von Kunowitz – der Vollziehende

## L
- Wolf Joachim Laminger von Albenreuth – der Zeitige
- Olof von der Lancken – der Scheuchende
- Rickwan von der Lancken – der Zugeeignete
- Hieronymus Ambrosius Langenmantel – der Wenigste
- Magnus Laurwaldt – der Schöne
- Christian Legell – der Bemühete
- Christoph von Lehndorf – der Reinigende
- Christoph Christian von Leiningen-Westerburg – der Zielende
- Friedrich Wilhelm von Leiningen-Westerburg – der Gelobte
- Johann Anton von Leiningen-Westerburg – der Beliebliche
- Philipp II. von Leiningen-Westerburg zu Rixingen – der Inhaltende
- Simon Philipp von Leiningen-Westerburg – der Höffliche
- Friedrich von Leliwa – der Leschende
- Jobst Heimart von Lenthe – der Schönblühende
- Hans Heinrich von Lest – der Glückselige
- Kaspar von Lethmate – der Unverzagte
- Hans August von Leutsch – der Jagende
- Joachim Dietrich von Levetzow – der Glückliche
- Christian von Liegnitz-Brieg – der Beliebige
- Georg Rudolf von Liegnitz – der Wunderbare
- Ludwig IV. von Liegnitz – der Heilsame
- Erasmus II. von Limpurg – der Verwelkte
- Johann Gottfried von Linsingen – der Unempfindliche
- Jost Hermann zur Lippe – der Zuträgliche
- Philipp zur Lippe-Alverdissen – der Annehmliche
- August zur Lippe-Brake – der Ungefärbte
- Otto zur Lippe-Brake – der Braune
- Simon VII. zur Lippe-Detmold – der Lange
- Simon Ludwig zur Lippe-Detmold – der Durchsuchende
- Joachim Sigismund von Loeben – der Erzeigende
- Friedrich von Logau – der Verkleinernde
- Fridericus Justus Lopez de Villa Nova – der Honighafte
- Christoph von Loss – der Verschaffende
- Hans Kaspar von Loss – der Erlegende
- Adam von Lowtzow – der Schwarzbraune
- Georg Heinrich von Luckowien – der Abweisende
- Wolf Siegmund von Lüchau – der Gewisse (siehe auch Lüchau)
- Wilhelm von Lüdinghausen genannt Wolff – der Enthebende
- Bernhard Kaspar von Lüninck – der Nachdenkende
- Niklas Heinrich von Lüninck – der Befestende
- Marcus von der Lütcke – der Steigende
- Christian von Lüttichau – der Ungewartete
- Friedrich Apell von Lüttichau – der Wohltätige
- Johann Kaspar von Lützelburg – der Hinderliche

## M
- Hans Haubold von Maltitz – der Zähmende
- Christoph Maximilian von Mämming – der Guttätige
- Franz Maximilian von Mansfeld – der Vielgelobte
- Johann Georg zu Mansfeld – der Auserlesene
- Eberhard von Manteuffel, gen. Szoege – der Saurliche
- Johann von Mario zu Gammerslewe – der Goldgelbe
- Alexander Haubold Marschall von Bieberstein – der Scharfe
- Georg Job Marschall von Bieberstein – der Mehrende
- Hans Dietrich Marschall von Bieberstein – der Anfrischende
- Moritz Thamm Marschall von Bieberstein – der Wertbefundene
- Hans Wilhelm Marschall – der Taugliche
- Johann Adolph Marschall – der Ausklärende
- Kaspar Heinrich Marschall von Gosserstedt – der Geordnete
- Rudolph Levin Marschall – der Abschaffende
- Wolf Dietrich Marschall von Gosserstedt – der Kriechende
- Joachim von der Marwitz – der Erweisende
- Johann Georg von der Marwitz – der Getreuliche
- Moritz d. Ä. von der Marwitz – der Wiederbringende
- Siegmund von der Marwitz – der Anlockende
- Gaspard Simon de Masan – der Verhindernde
- Adolf von May – der Freundselige
- Joachim Mechovius – der Gedeiliche
- Gustav Adolf von Mecklenburg-Güstrow – der Gefällige
- Johann Albrecht II. von Mecklenburg-Güstrow – der Vollkommene
- Adolf Friedrich I. von Mecklenburg-Schwerin – der Herrliche
- Friedrich von Mecklenburg-Schwerin – der Fügliche
- Johann Georg von Mecklenburg-Schwerin – der Brechende
- Georg von Meding – der Bedüngete
- Hermann von Mengersen – der Vergehende
- Johann Heinrich von Menius – der Lobreiche
- Franz von Mercy – der Anzeigende
- Kaspar von Mercy – der Hehre
- Hans Heinrich von Merlau – der Stillende
- August Friedrich von Metzsch – der Vertilgende
- Joachim Christian von Metzsch – der Tüchtige
- Christian Friedrich Meurer – der Wohlerkannte
- Liebmann von Meusebach – der Windende
- Curt von Meusebach – der Abwehrende
- Bernhard Meyer – der Gültige
- Georg Philipp von Meysenburg – der Runde
- Johann von Meysenburg – der Listige
- Kurt von Meysenburg – der Abwehrende
- Tobias Michaelis – der Treumütige
- Wilhelm von Micrander – der Entledigende
- Martin Milag – der Mindernde
- Karl Milchling von Schönstadt – der Fertige
- Dietrich von Miltitz – der Erkannte
- Hans Kaspar von Miltitz – der Hochwachsende
- Joachim von Mitzlaff – der Offene
- Ludwig Friedrich Mörsberg zu Blankenhain und Kranichfeld – der Tätige
- Hans Ernst von Molshain – der Schönrote
- Karl Heinz Morawiczky von Rudnitz – der Treuherzige
- Kaspar Kornelius Mortaigne de Potelles – der Gewidmete
- Heinrich de Mortaigne – der Willkommene
- Johann Michael Moscherosch – der Träumende
- Hans Georg von Mücheln – der Erleichternde
- Jobst Bernhard von Mücheln – der Findende
- Gottfried Müller – der Aufweckende
- Peter Müller – der Treumeinende
- Hilmar Ernst von Münchhausen – der Verträglich
- Johann von Münster – der Arzneiende
- Wenzel Wilhelm Mylner von Mylhausen – der Ursprüngliche

## N
- John Nairn of Mukkersy – der Dämpfende
- Hans Christoph von Naso – der Schmückende
- Heinrich Christoph von Naso – der Herzhafte
- Georg Ludwig von Nassau-Dillenburg (1618–1656) – der Wackere
- Johann Ludwig von Nassau-Hadamar – der Erklärende
- Moritz Heinrich von Nassau-Hadamar – der Hegende
- Johann Ludwig von Nassau-Saarbrücken-Ottweiler – der Dünne
- Rudolph von Neidschütz – der Ritterliche
- Georg Neumark – der Sprossende
- Friedrich von Nimptsch – der Verdeckte
- Georg von Nismitz – der Ausbündige
- Nikolaus Nissen – der Erstreckende
- Georg Nitzschky – der Wohltuende
- Carl Heinrich von Nostitz – der Glatte
- Johann Heinrich Notthafft von Wernberg – der Nachsuchende

## O
- Johann Heinrich Oberhaupt von Schwarzenfels – der Versuchte
- Ferdinand Oepp – der Austreibende
- Johann Kaspar von Oer – der Vergnügliche
- Jaspar von Oertzen – der Verständige
- Heinrich von Oeynhausen – der Währende
- Anton Günther von Oldenburg – der Unbetriegliche
- Christian IX. von Oldenburg-Delmenhorst – der Vergüldete
- Adam Olearius – der Vielbemühete
- Martin Opitz – der Gekrönte
- Friedrich Kasimir von Ortenburg – der Verharrende
- Stoislaff von der Osten – der Unscheltbare
- Hans Georg von Osterhausen – der Hochverliebte
- Hans Thilo von Osterhausen – der Zertreibende
- Daniel von Overberg – der Nutzende
- Axel Oxenstierna – der Gewünschte

## P
- Hartwig von Passow – der Krause
- Christian Franz Paullini – der Wachsame
- Georg Friedrich von Pawel – der Lustige
- Karl Friedrich von Pawel – der Diensame
- Andreas von Pawell-Rammingen – der Wohlversuchte
- Gustav Karl von Paykull – der Erfreuliche
- Georg Hans von Peblis – der Sanfte
- Georg von Peccatel – der Behaltende
- Christian von Pentz – der Ansehnliche
- Balthasar von Peres – der Werkliche
- Siegmund von Peterswald – der Scharfsprützende
- Christian I. (Pfalz-Birkenfeld-Bischweiler) – der Schnäbelnde
- Ludwig Philipp von der Pfalz – der Gefährliche
- Gerhard Pfannkuch – der Befestigende
- Kaspar Pfau – der Anhaltende
- Dietrich von Pflug – der Stechende
- Hans Christoph von Pflug – der Bezäumende
- Karl von Pflug – der Mächtige
- Hans von der Pforte – der Bemeisternde
- Adam Dietrich von Pfuhl (Pfuel) – der Weitläufige
- Gustav Adolf von Pfuhl (Pfuel) – der Wurzelnde
- Kurt Christoph von Pfuhl (Pfuel) – der Rühmliche
- Ottavio Piccolomini – der Zwingende
- Konrad Balthasar Pichtel – der Überwindende
- Daniel von Plessen – der Reine
- Wolfgang von Plotho – der Aufhebende
- Winand von Polhelm – der Entnehmende
- Friedrich Seifert von Ponickau – der Sättigende
- Tobias von Ponickau – der Aufschließende
- Johann Albrecht Portner von Theuren – der Sorgsame
- Heinrich von Poser und Groß-Naedlitz, der Jüngere – der Geprüfte
- Michael Praun – der Vorstellende
- Otto von Preen – der Verborgene
- Kaspar von Pretlack – der Mildernde
- Lebrecht von Proeck – der Widrige
- Wilhelm von Proeck – der Räuchernde
- Georg Siegmund von Prösing – der Freiwillige
- Christian Friedrich Prüschenk von Lindenhofen – der Ordentliche
- Zacharias Prüschenk von Lindenhofen – der Fördernde
- Hans Christoph III. von Puchheim – der Zerbrechende

## Q
- Zacharias von Quetz – der Gebräuchliche
- Adam Heinrich von Quingenberg – der Aufrechte
- Achatius von Quitzow – der Beistehende

## R
- David von Raben – der Wohlgefällige
- Rudolf von Rabiel – der Legende
- Jost Andreas von Randow – der Leimende
- Christian Reichsgraf zu Rantzau – der Gezierte
- Detlef von Rantzau – der Ausgesuchte
- Paul von Rantzau – der Eingemachte
- Eberhard von Rappoltstein – der Schärfende
- Christoph Ludwig von Rasche – der Guttuende
- Wilhelm von Rath – der Abkratzende
- Johann Rauch – der Nachkommende
- Hans Christoph von Rauchhaupt – der Gestirnte
- Hans Georg von Rauchhaupt – der Überwältigende
- Barthold von Rautenberg – der Blühende
- Johann Georg von Rechenberg – der Vorbehaltene
- Adolf Heinrich von Reckerodt – der Ändernde
- Henrich von Redinghoven – der Erhitzende
- Johann Georg Reinhard – der Vergnügte
- Siegmund von Reisengrün und Grünlist – der Durchbrechende
- Heinrich I. von Reuß – der Zierliche
- Heinrich I. (Reuß) – der Zierende
- Heinrich III. von Reuß – der Spitzige
- Heinrich IV. von Reuß – der Köstliche
- Heinrich III. (Reuß) – der Ermunternde
- Heinrich von Reuß – der Speisende
- Hans Georg von Ribbeck – der Beschützende
- Philipp Wilhelm von Rieder – der Sträubliche
- Hans Heinrich von Riedesel – der Knöpfichte
- Johann Rieße – der Schwarze
- Abraham von Rindtorf – der Kurze
- Johann Rist – der Rüstige
- Johann Baptist von Ritter – der Ehrliche
- Hans von Rochow – der Beliebte
- Hans Zacharias von Rochow – der Trucknende
- Moritz August von Rochow – der Behende
- Otto Christoph von Rochow – der Ringende
- Ernst Dietrich von Röder – der Diensthafte
- Jobst Christoph von Römer – der Erkühlende
- Georg Ehrenreich von Roggendorf und Mollenburg – der Gedüldige
- Georg Ehrenreich von Roggendorf und Mollenburg – der Schamhafte
- Johann von Rohr – der Friedsame
- Johann Rolle – der Furchtreiche
- Friedrich von Rommel – der Leistende
- Niclas von Rossow – der Zermalmende
- Friedrich Rotter und Kostenthal – der Quälende
- Franz von Rouyer – der Herbe
- Hans von Rueß – der Adeliche
- Kai von Rumohr – der Ungemeine
- Friedrich Albrecht von Rumrott – der Wohlbewahrende
- Hans Kaspar von Rüxleben – der Zermahlende
- Christian von Ryssel – der Beschirmete

## Sa
- Johann Georg II. von Sachsen – der Preiswürdige
- Friedrich von Sachsen-Altenburg – der Derbe
- Friedrich Wilhelm von Sachsen-Altenburg – der Unschätzbare
- Johann Philipp von Sachsen-Altenburg – der Köstlichste
- Johann Wilhelm von Sachsen-Altenburg – der Teuere
- Adolf Wilhelm von Sachsen-Eisenach – der Edele
- Albrecht von Sachsen-Eisenach – der Unansehnliche
- Johann Georg I. von Sachsen-Eisenach – der Trachtende
- Ernst I. von Sachsen-Gotha – der Bittersüße
- Friedrich von Sachsen-Gotha – der Allerliebste
- Bernhard von Sachsen-Jena – der Nachfolgende
- August von Sachsen-Lauenburg – der Hundertfältige
- Franz Albrecht von Sachsen-Lauenburg – der Weiße
- Franz Erdmann von Sachsen-Lauenburg – der Fortwuchernde
- Franz Heinrich von Sachsen-Lauenburg – der Scharfe
- Franz Karl von Sachsen-Lauenburg – der Schönste
- Julius Heinrich von Sachsen-Lauenburg – der Glückhafte
- Rudolf Maximilian von Sachsen-Lauenburg – der Rotgelbe
- Christian von Sachsen-Merseburg – der Krönende
- Bernhard von Sachsen-Weimar – der Austrucknende
- Friedrich von Sachsen-Weimar – der Hoffende
- Friedrich von Sachsen-Weimar – der Friedenreiche
- Johann Ernst d. J. von Sachsen-Weimar – der Käumling
- Johann Ernst von Sachsen-Weimar – der Richtigste
- Johann Friedrich von Sachsen-Weimar – der Entzündete
- Wilhelm IV. von Sachsen-Weimar – der Schmackhafte
- Albrecht von Sachsen-Weißenfels – der Muntere
- August von Sachsen-Weißenfels – der Wohlgeratene
- August d. J. von Sachsen-Weißenfels – der Behutsame
- Christian von Sachsen-Weißenfels – der Freundliche
- Heinrich von Sachsen-Weißenfels – der Aufschießende
- Johann Adolph von Sachsen-Weißenfels – der Sorgfältige
- Moritz von Sachsen-Zeitz – der Sittsame
- Angelo Sala – der Lindernde
- Christian Wilhelm Salvart von Falkenberg – der Singende
- Heinrich von Sandersleben – der Erfreuende
- Heinrich Christian von Sandersleben – der Geschickliche
- Joachim von Sandrart – der Gemeinnützige

## Sch
- Johann Bartholomäus Schäffer – der Dringende
- Christoph Dietrich von Schallenberg – der Schallende
- Dietrich Schardt – der Geschwinde
- Johann Friedrich Scharff – der Unverachtete
- Friedrich von Scharffenstein – der Aufwachsende
- Heinrich Balthasar von Scheidingen – der Liebkosende
- Karsten Werner Schenck von Flechtingen – der Büßende
- Friedrich Schenk von Winterstedt – der Treibende
- Jakob Scherl – der Sauerhafte
- Dietrich von Schieck – der Dienstliche
- Friedrich von Schilling – der Langsame
- Jakob von Schleepusch – der Tröstliche
- Christian Ludwig von Schlegel – der Mannhafte
- Hans Heinrich von Schlegel – der Lockende
- Wolf von Schlegel – der Unentbehrliche
- Hans Georg von Schleinitz – der Öffende
- August Friedrich von Schleswig-Holstein-Gottorf – der Auserwählte
- Friedrich III. von Schleswig-Holstein-Gottorf – der Hochgeachtete
- Hans von Schleswig-Holstein-Gottorf – der Nützliche
- Christian Adolf von Schleswig-Holstein-Sonderburg – der Vielgerühmte
- Joachim Ernst von Schleswig-Holstein-Sonderburg – der Sichere
- Philipp Ludwig von Schleswig-Holstein-Sonderburg – der Wohlgeartete
- Johann Albin Schlick – der Ausgetruckte
- Otto Hartmann von Schlitz – der Erhellende
- Melchior von Schlomach – der Bewachsene
- Johann Rudolf Schmid von Schwarzenhorn – der Verdiente
- Johann Schneidewind (auch: Schneidewein) – der Wegräumende
- Johann Matthias Schneuber – der Riechende
- Georg Schöbel von Rosenfeld – der Himmlischgesinnte
- Andreas von Schönberg der Jüngere – der Schmäuchende
- Hans Dieterich von Schönberg – der Aufmunternde
- Kaspar Abraham von Schönberg – der Vorträgliche
- Moritz Christoph von Schönberg – der Willigste
- Johann Theobald von Schönfeldt – der Beruhigende
- Brostrup von Schört – der Geflissene
- Justus Georg Schottelius – der Suchende
- Balthasar von Schrattenbach – der Versichernde
- Wilhelm von Schröter – der Geeignete
- Achaz IV. von der Schulenburg – der Unbefleckte
- Gustav Adolf von der Schulenburg – der Hebende
- Hans XIII. von der Schulenburg – der Furchtsame
- Joachim Johann von der Schulenburg – der Erfüllende
- Levin von der Schulenburg – der Liebliche
- Matthias von der Schulenburg – der Salzhafte
- Heinrich Schumacher – der Arbeitsame
- Michael Albrecht von Schwan – der Niederliegende
- Christian Günther von Schwarzburg-Arnstadt – der Wohlbewährte
- Ludwig Günther von Schwarzburg-Arnstadt – der Entlähmende
- Karl Günther von Schwarzburg-Rudolstadt – der Vermehrende
- Ludwig Günther von Schwarzburg-Rudolstadt – der Stärkende
- Anton Günther von Schwarzburg-Sondershausen – der Vielgütige
- Heinrich von Schwechhausen – der Eigentliche
- Karl X. Gustav, nachmals König von Schweden – der Erhabene
- Georg Hermann von Schweinitz – der Bringende
- Otto von Schwerin – der Rechtschaffene

## Se–Si
- Hans von Sebottendorf – der Heftende
- Peter von Sebottendorf – der Wohlgemute
- Veit Ludwig von Seckendorff – der Hilfreiche
- Hans von Seebach – der Künstliche
- Klaus von Sehested – der Sonderbare
- Ernst Friedemann von Selmitz – der Frische
- Adam Ernst Senfft von Pilsach – der Sanftmütige
- Eberhard von Sickingen – der Nachstellende
- Maximilian von Sigershoven – der Abstechende
- Johann Helwig Sinold genannt Schütz – der Gezeichnete
- Nikolaus Sixtinus – der Verschwiegene

## Sl–Sz
- Friedrich von Solms-Laubach – der Wertgeachtete
- Heinrich Wilhelm von Solms-Laubach – der Würzende
- Philipp Reinhard von Solms-Lich zu Hohensolms – der Verhütende
- Johann August von Solms-Rödelheim – der Liebreiche
- Andreas von Sommerfeld – der Gewappnete
- Johann von Spanner – der Gleichmäßige
- Lips Kurt Spiegel zum Desenberg – der Silbergraue
- Ferdinand Maximilian von und zu Sprintzenstein – der Stiftende
- Friedrich Maximilian von Stain – der Vermindernde
- Torsten Stålhandske – der Verjüngernde
- Johann Stalmann – der Abgezogene
- Adrian Arndt von Stammer – der Erquickende
- Henning von Stammer – der Hitzige
- Hermann Christian von Stammer – der Erweckende
- Erasmus der Jüngere von Starhemberg – der Leidende
- Ernst Dietrich von Starschedel – der Stete
- Haubold Heinrich von Starschedel – der Fortgepflanzte
- Johann Rudolf von Steinwehr – der Löbliche
- Kaspar von Stieler – der Spate
- Johann Stöcker – der Vortreffliche
- Hans Martin von Stolberg-Stolberg – der Bestehende
- Friedrich Ulrich von der Streithorst – der Einziehende
- Johann Wilhelm von Stubenberg – der Unglückselige
- Rudolf Wilhelm von Stubenberg – der Begütigende

## T
- Georg Heinrich von Tangel – der Leibhaftige
- Georg Wolff von Tangel – der Führende
- Georg Moritz von Taubenheim – der Hitzende
- Kaspar von Teutleben – der Mehlreiche
- Eustachius von Thümen – der Erzogene
- Wolf Konrad von Thumbshirn – der Treue
- Dietlof von Tiesenhausen – der Vorkommende
- Johann Ernst von Tiesenhausen – der Scheinbare
- Hermann Tietz – der Schließende
- Wilhelm Tietz – der Leuchtende
- Johann von Trachenfels – der Verfechtende
- Heinrich Gottschalk von der Trautenburg – der Urlaubende
- Kurt von der Trautenburg – der Aufhelfende
- Gottfried von Travelmann – der Dicke
- Hans Heinrich Treusch von Buttlar – der Achtbare
- Jost Sigismund Treusch von Buttlar – der Nasse
- Nikolaus von Troilo – der Widerstrebende
- Johannes Trost von Tieffenthal – der Verwahrende
- Franz von Trotha – der Gebende
- Melchior Andreas von Trotha – der Rote
- Wolf Friedrich von Trotha – der Durchstärkende
- Philipp Heinrich von Tümpling – der Aufrichtige
- Rudolf Wilhelm von Tümpling – der Einwurzelnde

## U
- Hans Christoph von Uechtritz – der Giftige
- Hans Andreas von Uetterodt – der Bezwingende
- Wolf Siegmund von Uetterodt – der Forthelfende
- Georg von Uslar – der Erfrischende

## V
- Christian Joachim von Varel – der Gesuchte
- Friedrich Ulrich von Veltheim – der Grimmige
- Johann Friedrich von Veltheim – der Genesende
- Joachim von Vintzelberg – der Vierblätterige
- Thilo von Vitzenhagen – der Abtreibende
- Christoph Vitzthum von Eckstädt – der Freudige
- Dam Vitzthum von Eckstedt – der Abhelfende
- Johann von Vogel – der Kitzelnde

## W
- Joachim Christian von der Wahl – der Anhenkende
- Wolrad IV. von Waldeck-Eisenberg – der Frühespate
- Wolrad V. von Waldeck-Pyrmont – der Versicherte
- Christian von Waldeck-Wildungen – der Betauete
- Philipp VI. von Waldeck-Wildungen – der Zarte
- Gottfried von Wallenstein – der Unvergleichliche
- Johann Ulrich von Wallich – der Ausrichtsame
- Bastian von Wallwitz – der Gesetzte
- Christoph von Wallwitz – der Demütige
- Esche von Wallwitz – der Reizende
- Hans von Wallwitz – der Bewegende
- Johann Esche von Wallwitz – der Verbannende
- Erich von Walthausen – der Feurige
- Clemens von Wangelin – der Zugenommene
- Friedrich von Wangenheim – der Niederträchtige
- Georg von Wangenheim – der Freimütige
- Hans Ludwig von Wangenheim – der Verjagende
- Bernd Henrich von Warnstedt – der Schuppichte
- Hans Georg von Wartenberg – der Fortjagende
- Hermann Simon von Wartensleben – der Gewöhnliche
- Johann Joachim von Wartensleben – der Beschlossene
- Wolf Albrecht von Weidenbach – der Verknüpfte
- Siegmund von Weltz zu Eberstein – der Wehrhafte
- Georg Wende (1634–1705) – der Pflanzende
- Georg von der Wense – der Erste
- Diederich von dem Werder – der Vielgekörnte
- Gebhard Paris von dem Werder – der Zeitigende
- Heinrich von dem Werder – der Fortkommende
- Kuno Hartwig von dem Werder – der Gemeine
- Paris von dem Werder – der Friedfertige
- Johann Adolf von Werpup – der Bessernde
- Dietrich von Werthern – der Aufklärende
- Friedrich von Werthern – der Überlegene
- Hans von Werthern – der Zertrennende
- Wolfgang von Werthern – der Heilbare
- Matthäus von Wesenbeck – der Fähige
- Eberhard von Weyhe – der Wehrende
- Christoph Johann Wex – der Zugeordnete
- Johann Adam von Wickersheim – der Rostige
- Hans Ernst von Wied-Runkel – der Rauche
- Johann David Wies – der Zunehmende
- Anton (II.) von Wietersheim – der Umfahende
- Ernst von Wietersheim – der Einfache
- Gabriel von Wietersheim – der Feiste
- Heinrich Julius von Wietersheim – der Ausziehende
- Ludwig von Wietersheim – der Blaue
- Hans Thomas von Wild – der Rötliche
- Christoph aus dem Winckel – der Verzehrende
- Hans Ernst aus dem Winckel – der Austeilende
- Hans Ernst aus dem Winckel – der Vielgebrauchte
- Johann Georg aus dem Winckel – der Rettende
- Kurt Dietrich aus dem Winckel – der Grüne
- Paul Winckler – der Geübte
- Gottlieb Amadeus von Windisch-Graetz – der Kühne
- Friedemann Ludwig von Witzleben – der Naufwachsende
- Georg Friedrich von Witzleben – der Anklebende
- Georg Melchior von Witzleben – der Schnelle
- Hans Ernst von Witzleben – der Gekochte
- Moritz von Wolfframsdorff – der Vermehrte
- Wolff Ernst von Wolfframsdorff – der Einschläfernde
- Bartholomäus von Wolfsberg – der Beflissene
- Matthias von Wolzogen – der Andeutende
- Gottschalk Wonsfleht – der Wohlbekannte
- Friedrich August von Worgewitz – der Offenbarende
- Carl Gustav Wrangel – der Obsiegende
- Philipp Eberhard von Wrede – der Luftende
- Rembert von Wrede – der Widerstehende
- Rembert Wilhelm von Wrede – der Fegende
- Karl von Wülcknitz – der Unschädliche
- Ludwig von Wülcknitz – der Bekannte
- Julius Siegmund von Württemberg-Juliusburg – der Unverwelkte
- Sueno Martialis Edenolphus von Württemberg-Weiltingen – der Erleuchtende
- Sylvius Friedrich von Württemberg-Oels – der Schützende
- Adolf von Wulffen – der Hintertreibende
- Albrecht Georg von Wulfferodt – der Graue
- Hans Heinrich von Wuthenau – der Gerade
- Heinrich von Wuthenau – der Schwimmende

## Z
- Gottfried Zamehl – der Ronde
- Christoph Albrecht von Zanthier – der Fette
- Ernst von Zanthier – der Notfeste
- Ernst von Zaradek – der Vollführende
- Niclas von Zastrow – der Schwere
- Otto von Zastrow – der Schaumende
- Hans Bastian II. von Zehmen – der Hochgerühmte
- Albrecht von Zerbst – der Ballernde
- Siegmund Wiprecht von Zerbst – der Gemäße
- Heinrich Julius von Zerssen – der Erwartende
- Philipp von Zesen – der Wohlsetzende
- Hans von Ziegesar – der Vermischte
- Johann Adolf von Ziegesar – der Stehende
- Hans Rudolf Ziegler – der Ehrnfeste
- Heinrich Ziegler – der Scharfsinnige
- Franz Ludwig Zorn von Plobsheim – der Weiche
- Georg Dietrich Zorn von Plobsheim – der Leichternde
- Christoph von Zülow – der Faslichte